# Diócesis de Gokwe
La diócesis de Gokwe (en latín: Dioecesis Gokven(sis) y en inglés: Roman Catholic Diocese of Gokwe) es una circunscripción eclesiástica latina de la Iglesia católica en Zimbabue, sufragánea de la arquidiócesis de Harare. La diócesis es sede vacante desde el 11 de septiembre de 2020.

## Territorio y organización
La diócesis tiene 26 000 km² y extiende su jurisdicción sobre los fieles católicos de rito latino residentes en los distritos de Gokwe Septentrional y Gokwe Meridional en la provincia de Midlands, el distrito de Nkayi (al norte del río Shangani) en la provincia de Matabelelandia Septentrional, y el distrito de Kariba (entre los ríos Sengwa y Sanyati) en la provincia de Mashonalandia Occidental.
La sede de la diócesis se encuentra en la ciudad de Gokwe, en donde se halla la Catedral de San Juan.
En 2019 en la diócesis existían 20 parroquias.

## Historia
La diócesis fue erigida el 17 de junio de 1991 con la bula Fidelium communitas del papa Juan Pablo II, obteniendo el territorio de la diócesis de Hwange.

## Estadísticas
De acuerdo con el Anuario Pontificio 2020 la diócesis tenía a fines de 2019 un total de 80 078 fieles bautizados.
| Año                                                                             | Población            | Población | Población      | Sacerdotes | Sacerdotes    | Sacerdotes    | Bautizados por sacerdote | Diáconos permanentes | Religiosos | Religiosos | Parroquias |
| Año                                                                             | Bautizados católicos | Total     | % de católicos | Total      | Clero secular | Clero regular | Bautizados por sacerdote | Diáconos permanentes | Varones    | Mujeres    | Parroquias |
| ------------------------------------------------------------------------------- | -------------------- | --------- | -------------- | ---------- | ------------- | ------------- | ------------------------ | -------------------- | ---------- | ---------- | ---------- |
| 1999                                                                            | 56 627               | 510 000   | 11.1           | 22         | 20            | 2             | 2573                     |                      | 2          | 22         | 9          |
| 2000                                                                            | 58 869               | 515 000   | 11.4           | 23         | 19            | 4             | 2559                     |                      | 4          | 25         | 9          |
| 2001                                                                            | 60 722               | 520 000   | 11.7           | 21         | 17            | 4             | 2891                     |                      | 4          | 27         | 11         |
| 2002                                                                            | 62 914               | 525 000   | 12.0           | 20         | 15            | 5             | 3145                     |                      | 6          | 28         | 12         |
| 2003                                                                            | 65 312               | 530 000   | 12.3           | 22         | 14            | 8             | 2968                     |                      | 9          | 35         | 13         |
| 2004                                                                            | 66 940               | 530 000   | 12.6           | 23         | 15            | 8             | 2910                     |                      | 9          | 36         | 13         |
| 2006                                                                            | 70 701               | 550 000   | 12.9           | 23         | 16            | 7             | 3073                     |                      | 8          | 37         | 14         |
| 2007                                                                            | 68 727               | 553 000   | 12.4           | 23         | 16            | 7             | 2988                     | 2                    | 8          | 34         | 14         |
| 2013                                                                            | 76 991               | 609 000   | 12.6           | 28         | 24            | 4             | 2749                     | 1                    | 6          | 36         | 16         |
| 2016                                                                            | 79 800               | 648 000   | 12.3           | 31         | 26            | 5             | 2574                     | 1                    | 7          | 40         | 17         |
| 2019                                                                            | 80 078               | 682 420   | 11.7           | 32         | 28            | 4             | 2502                     | 1                    | 5          | 30         | 20         |
| Fuente: Catholic-Hierarchy, que a su vez toma los datos del Anuario Pontificio. |                      |           |                |            |               |               |                          |                      |            |            |            |

## Episcopologio
- Michael Dixon Bhasera (17 de junio de 1991-9 de febrero de 1999 nombrado obispo de Masvingo)
- Ángel Floro Martínez, I.E.M.E. (15 de octubre de 1999-28 de enero de 2017 retirado)
- Rudolf Nyandoro (28 de enero de 2017-11 de septiembre de 2020 nombrado obispo de Gweru)
  - Rudolf Nyandoro, desde el 24 de octubre de 2020 (administrador apostólico)